# Austronecydalopsis curkovici
Austronecydalopsis curkovici är en skalbaggsart som beskrevs av Barriga och Cepeda 2007. Austronecydalopsis curkovici ingår i släktet Austronecydalopsis och familjen långhorningar. Inga underarter finns listade.